# Golemo Malowo

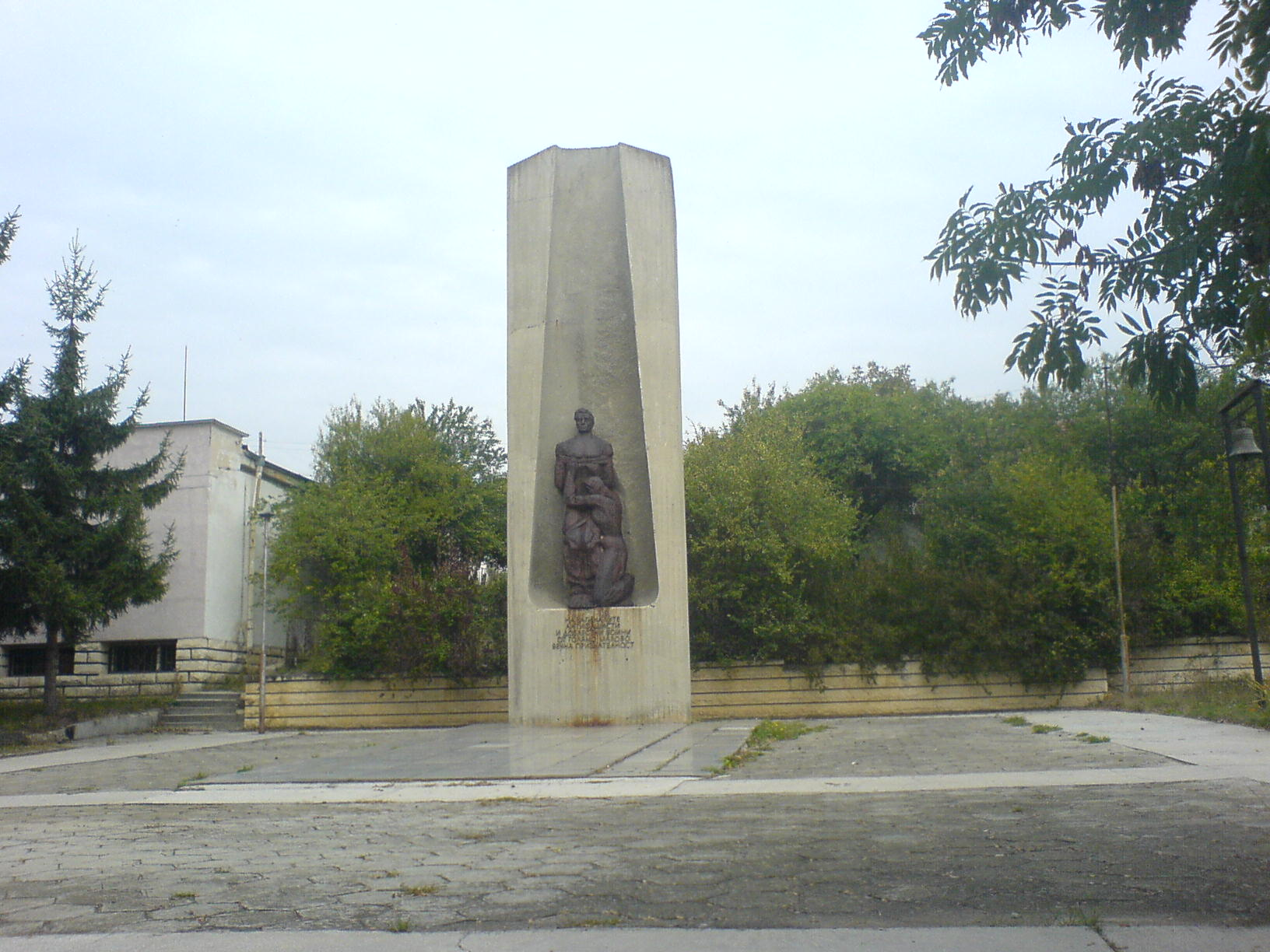
Kriegsdenkmal im Dorf Golemo Malovo

Golemo Malowo (auch Golemo Malovo geschrieben, bulgarisch Големо Малово) ist ein Dorf in der Gemeinde Dragoman, Oblast Sofia, im Westen Bulgariens.
Das Dorf liegt nördlich der Sofiaebene an den Südhängen des Tschepan-Gebirges (ein Vorgebirge des Balkangebirges), ca. 50 km nordwestlich der bulgarischen Hauptstadt Sofia. In der Nähe befinden sich die Städte Sliwniza, Godetsch und Dragoman.
Während des Serbisch-Bulgarischen Krieges von 1885/86 wurde das Dorf von serbischen Truppen der Donau-Division besetzt, welche an den umliegenden Anhöhen ihre Stellungen aufbaute. In der entscheidenden Schlacht bei Sliwniza wurden Golemo Malowo und das umliegende Gebiet zum Kriegsschauplatz. Am 5. Novemberjul. / 17. November 1885greg. wurde das Dorf zurückerobert.
Der von den bulgarischen Kommunisten betriebene Kollektivismus der Landwirtschaft und die staatlich verordnete Planwirtschaft führten zur Abwanderung der Bevölkerung vor allem in Richtung Sofia. In den letzten Jahren siedeln sich hier jedoch erneut junge Familien an.